# Frankfurt-Westend
Westend is een stadsdeel van Frankfurt am Main. Het stadsdeel ligt in het centrum van Frankfurt. Westend bestaat uit twee delen: Westend-Nord en Westend-Süd. Met ongeveer 24.500 inwoners is Westend een van de grotere stadsdelen van Frankfurt. Westend heeft drie metrostations die toegang geven tot drie metrolijnen. De S-Bahn Rhein-Main heeft in Westend het station Taunusanlage. In Westend zijn veel consulaten en hoofdkantoren van banken gevestigd.

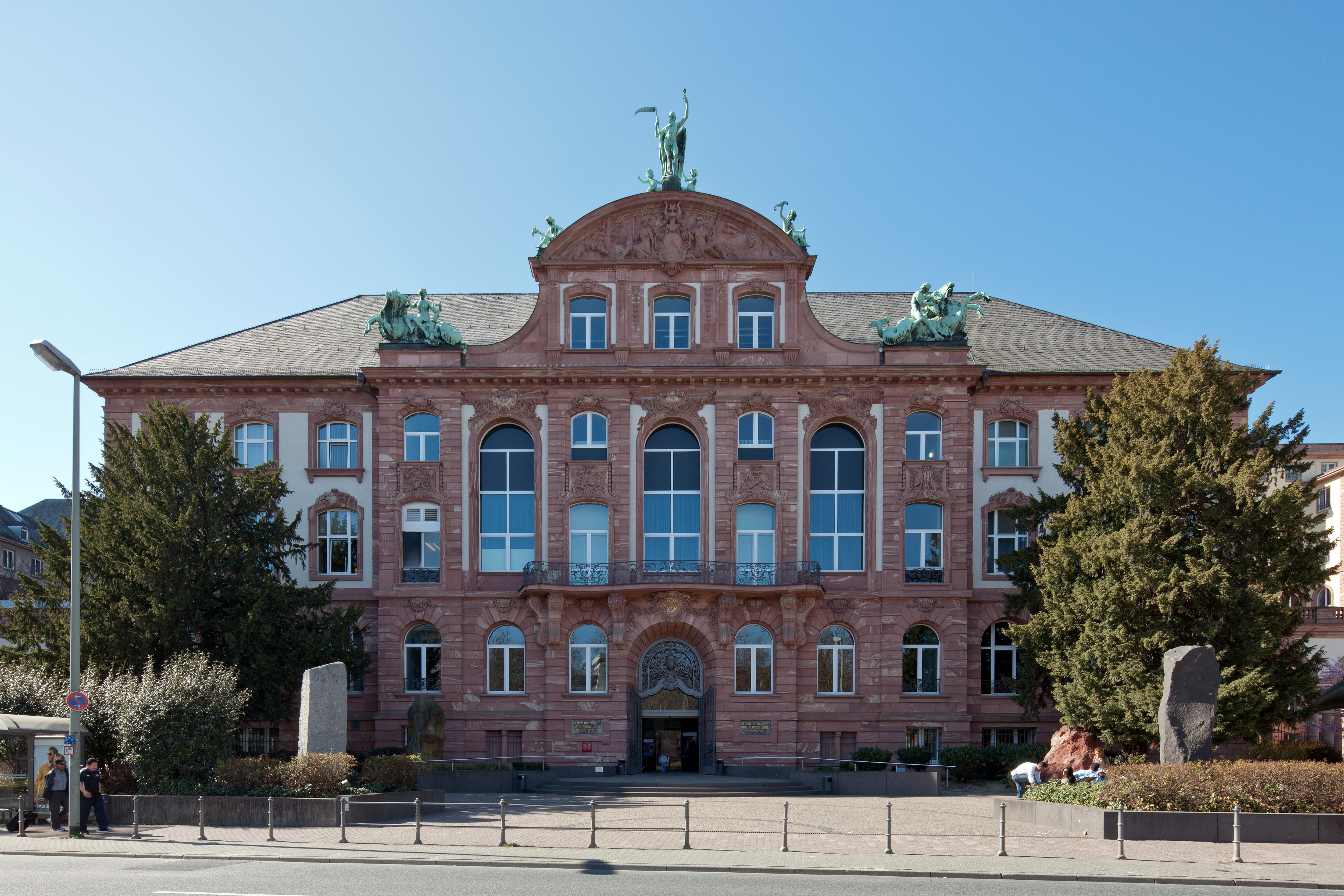
Het Naturmuseum Senckenberg

Altstadt · Bahnhofsviertel · Bergen-Enkheim · Berkersheim · Bockenheim · Bonames · Bornheim · Dornbusch · Eckenheim · Eschersheim · Fechenheim · Flughafen · Frankfurter Berg · Gallus · Ginnheim · Griesheim · Gutleutviertel · Harheim · Hausen · Heddernheim · Höchst · Innenstadt · Kalbach-Riedberg · Nied · Nieder-Erlenbach · Nieder-Eschbach · Niederrad ·  Niederursel · Nordend · Oberrad · Ostend · Praunheim · Preungesheim · Riederwald · Rödelheim · Sachsenhausen · Schwanheim · Seckbach · Sindlingen · Sossenheim · Unterliederbach · Westend · Zeilsheim